# Carvalhos
Carvalhos is een gemeente in de Braziliaanse deelstaat Minas Gerais. De gemeente telt 4.735 inwoners (schatting 2009).

## Aangrenzende gemeenten
De gemeente grenst aan Aiuruoca, Bocaina de Minas, Liberdade en Seritinga.